# Arnaud Génin
Arnaud Génin (* 30. September 1989) ist ein französischer Badmintonspieler. 

## Karriere
Arnaud Génin siegte bei den Argentina International 2013 und den Chile International 2014. Bei den Nigeria International 2014 belegte er Rang zwei im Einzel, bei den Ethiopia International 2014 Rang zwei im Doppel und Rang drei im Einzel. Des Weiteren war er bei den Dutch Open 2012, 2013 und 2014 sowie bei den Swiss Open 2014 am Start.